# 桑贾伊·甘地国家公园
桑贾伊·甘地国家公园，又称为Borivali国家公园，是罕见的位于市界以内的国家公园。这座公园位于印度孟买郊区的北部边缘，面积104平方千米，三面都被世界上人口最稠密之一的城市所包围。它可能是亚洲访客最多的国家公园，每年有200万参观者。该公园还是世界上最大的位于市界以内的公园。
在公园内，古代雕刻在悬崖上的Kanheri 石窟可以追溯到2,400年前。该公园还有丰富的植物和动物。

## 历史
该公园可以追溯到前4世纪。邻近的2个港口Sopara 和卡延，与希腊和美索不达米亚有贸易往来。2个港口之间的通道经过这片森林。该公园在独立以前被称为克利须那国家公园。1969年，该公园扩展了20.26 km²。成立了印度林业部管理的单独的林区，该公园被命名为Borivli国家公园，由于靠近Borivali地区。1981年，又以英迪拉·甘地死于一次空难的儿子，桑贾伊·甘地的名字，重新命名为桑贾伊·甘地国家公园。

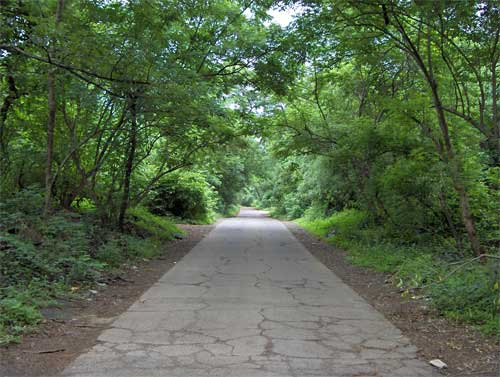
小径
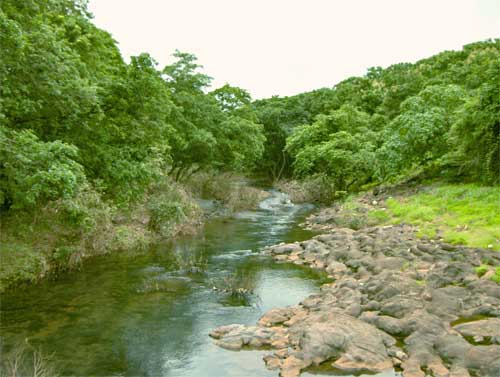
园内的河流

## Kanheri 石窟
Kanheri 石窟是一个受保护的考古遗址，由佛教徒所雕刻。

## 地理
该公园位于孟买郊区，占有北郊的大部分，

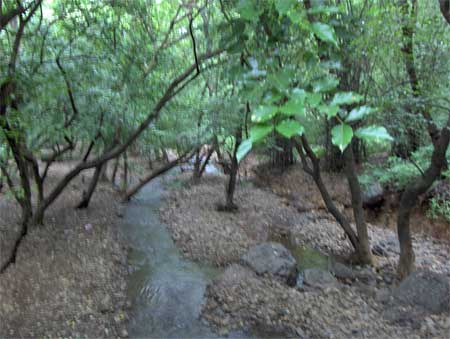
密集的森林

该区域地形起伏，海拔最高400 m。公园内有2个湖供应该市部分饮用水。该公园由于净化全市大部分污染被称为孟买的肺脏。

## 旅游

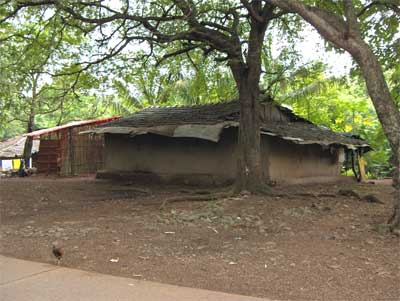
园内村庄
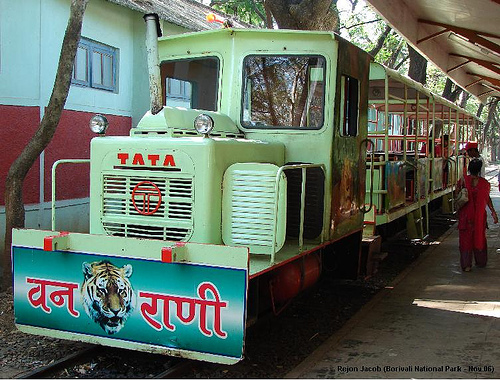
玩具火车

公园的一小部分向公众开放，并建立了一个迷你动物园，使得游客能在远处观看这些动物。

## 问题
这个公园面临许多与世界上其他国家公园类似的问题，包括自然与人类兴趣之间的冲突。 
在1970年代初，提议修建一条穿过公园的公路。自然主义者Humayun Abdulali向法庭起诉，停止了这个项目。 
由于孟买的空间的缺乏，迫使居民区日益逼近公园边界。公园边界只有简单的篱笆，常有野兽闯入人类的住所。迅速增加的贫民窟已经包围了公园。当地政客的腐败